# Jamaicaans-Patois
Patois, Jamaicaans-Creools, Jamaicaans, of mina is een Jamaicaanse Creoolse taal die is gebaseerd op het Engels. Met Patois kan ook worden gerefereerd aan Engels zoals gesproken wordt op andere Engelstalige Caribische eilanden. De taal wordt door ruim 3 miljoen mensen gesproken.

## Invloeden
Het Britse Engels of "The Queen's English" is de belangrijkste invloed op het Patois, maar het herbergt ook woorden en zinsbouw uit verschillende Afrikaanse talen, waaronder het Akan en Yoruba, uit de andere Europese talen Spaans en Portugees, en uit de Aziatische talen Hindoestaans en Mandarijn. Dit is een gevolg van de langdurige vermenging van de bevolking.

## Verwante talen
- Antigua Creools
- Belize Creools (Kriol)
- Sierra Leoons Creools (Krio)
- Bajan
- Guyanees Creools
- Saint Kitts Creools
- Maagdeneilanden Creools
- Bahama's Creools
- Surinaams Sranantongo

- Gemeinsame Normdatei: 4261727-3